# Chutes de Cenghen
Les chutes de Cenghen (en italien cascata del Cenghen) sont un ensemble de trois chutes d’eau situé à Abbadia Lariana, sur la montagne du lac de Côme en Lombardie.